# 江西区庁駅
江西区庁駅（カンソグチョンえき）は、大韓民国釜山広域市江西区にある釜山交通公社3号線の駅である。駅番号は315。

## 駅構造
相対式ホーム2面2線の高架駅で、フルスクリーンタイプのホームドアが設置されている。

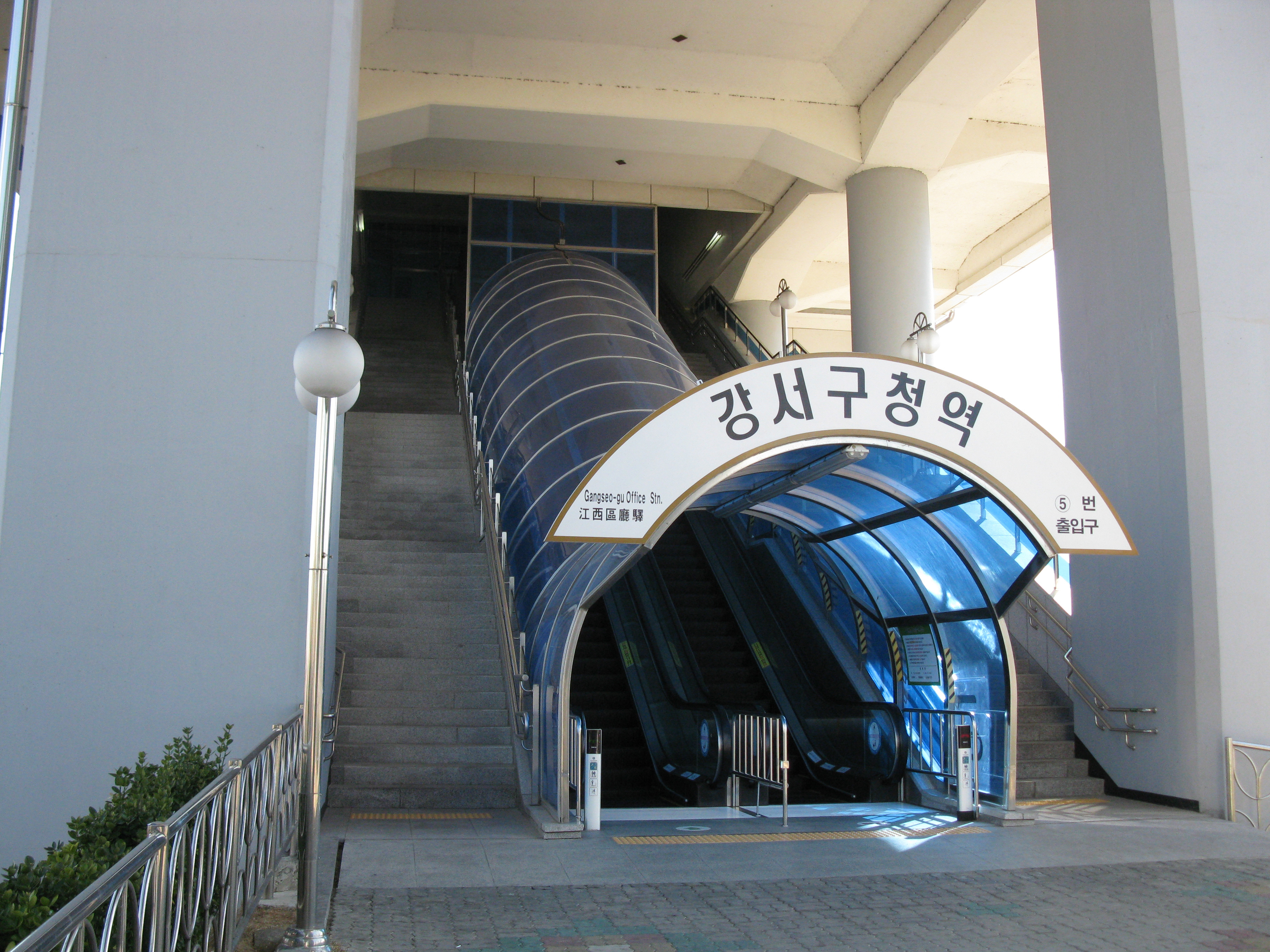
5番出入口（2009年2月）
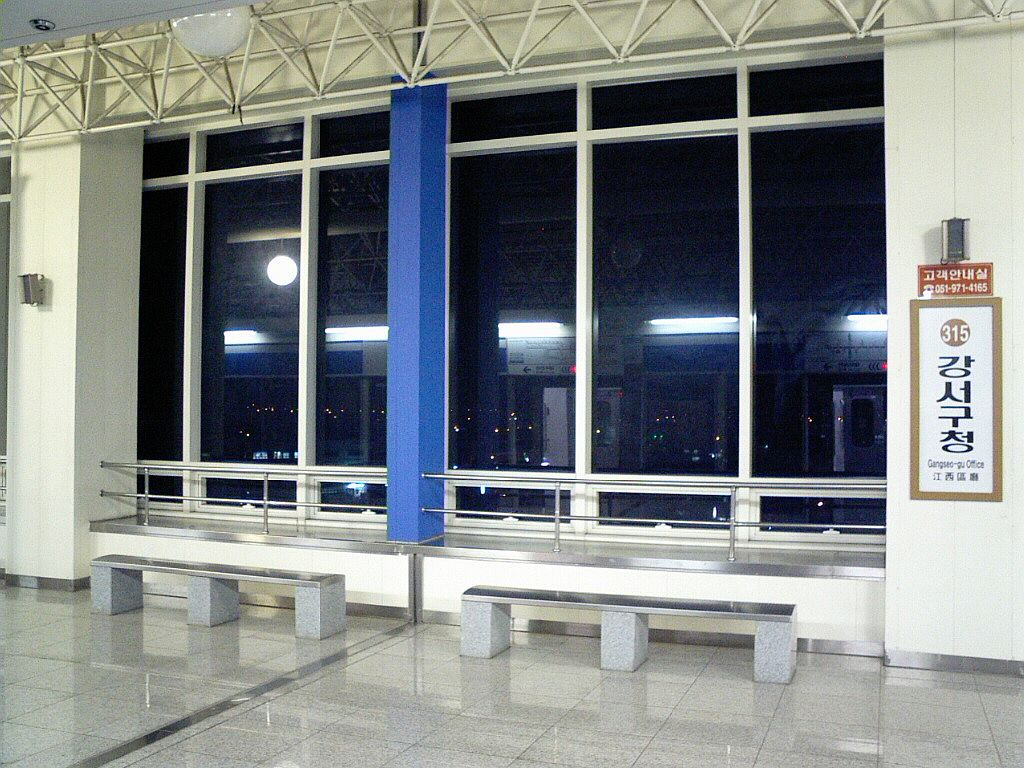
構内（2008年2月）
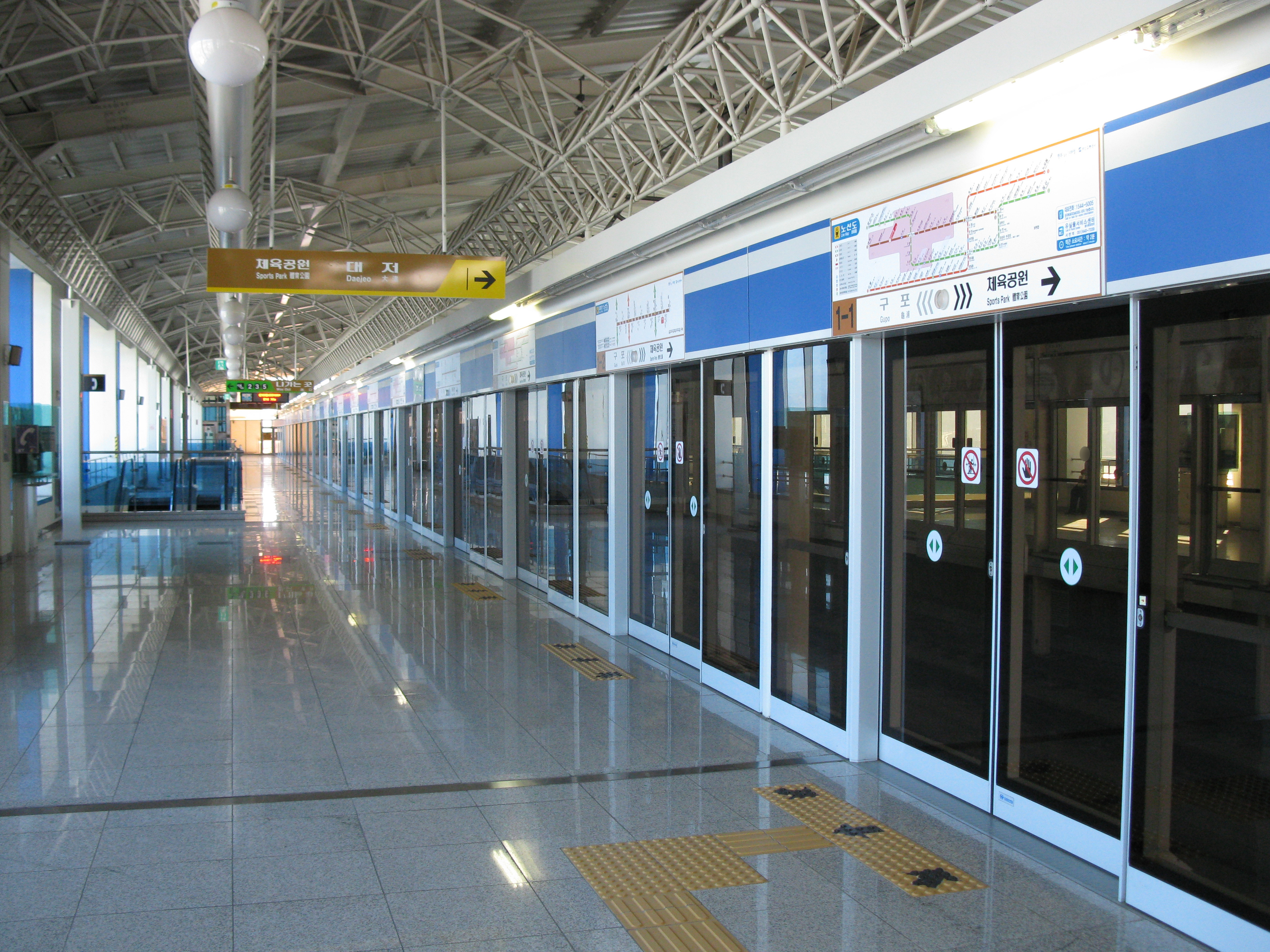
下りホーム（2009年2月）

### のりば
| 上り | 3号線 | 水営方面 |
| 下り | 3号線 | 大渚方面 |

## 歴史
- 2005年11月18日 - 開業。

## 駅周辺
- 江西区庁
- 釜山広域市農業技術センター
- 大渚1洞住民センター
- 大渚初等学校
- 江西高等学校

## 隣の駅
釜山交通公社
 3号線
亀浦駅 (314) - 江西区庁駅 (315) - 体育公園駅 (316)